# 로저 워드
로저 워드(Roger Ward, 1937년 7월 24일 ~ )는 오스트레일리아의 배우, 영화배우, 텔레비전 배우이다.
애들레이드에서 태어났다.

## 영화
- 매드니스 오브 맥스 (2015년)
- 헐리웃과 맞장뜨기: 호주 B무비의 세계 (2008년)
- 금지된 할로윈 (2001년)
- 위험한 향기 (1993년)
- 서부의 사나이 퀴글리 (1990년)
- 필사의 반란 (1982년)
- 필사의 사투 (1980년)
- 매드 맥스 (1979년) - 피피 마카피 역
- 데스치터스 (1976년)
- 스카이 하이 (1975년)
- 철금강대파자양관 (1974년)
- 스톤의 추적 (1974년)
- 바운티호의 반란 (1962년)